# Leizarán
El río Leizarán (en euskera, Leitzaran) es un río situado en el norte de España, perteneciente a la vertiente cantábrica. Es un afluente del río Oria por su derecha. Es una zona especial de conservación situada entre las comunidades autónomas de País Vasco (provincia de Guipúzcoa), y Navarra. El espacio natural tiene una extensión de 1 km² y fue aprobado en octubre de 2012 como LIC.

## Curso
Nace en la localidad navarra de Leiza, y tiene 42 kilómetros de largo. Entra en Guipúzcoa en el punto denominado Urto. Su cuenca recoge aguas de los municipios de Leiza, Areso, Berástegui, Elduayen, Villabona, Urnieta y Andoáin, y tiene 124,02 km², de los que 69,72 km² corresponden a Guipúzcoa.
Se trata del principal afluente del Oria. El río discurre por un valle angosto con pendientes muy fuertes, de uso predominante forestal. La parte guipuzcoana de su cuenca es conocida como "Valle del Leizarán", y se desarrolla en su mayoría en la formación geológica conocida como "Macizo de Cinco Villas", formada por materiales paleozoicos (Carbonífero), fundamentalmente pizarras y areniscas, plegados durante la orogenia varisca. A lo largo de sus orillas se instala un bosque galería, en general estrecho debido a la casi ausencia de vega de inundación. Sin embargo, la continuidad y estructura de este bosque son ya casi inéditos en los ríos de la vertiente cantábrica de la comunidad autónoma del País Vasco, que han sido fuertemente deteriorados. Los montes de la cuenca alcanzan altitudes de 700-1000 m. El Leizarán es muy sinuoso y presenta numerosos meandros encajados.
El Leizarán guipuzcoano limita por el este con el valle del río Urumea, y su divisoria de aguas es el cordal Adarra-Mandoegi. De este cordal se desgaja Altzadi, que adentrándose en el valle separa el Leizarán guipuzcoano y el navarro. Por el oeste la divisoria tiene como primera elevación Arizmendi y se une luego a la cadena Uzturre-Ipuliño en Belabieta. Estos montes separan valle del río Zelai o Elduain, así como de los vallecitos de la zona de Villabona.
Las riberas del Leizarán y las de sus afluentes Ubaran (Ubane) y Malo fueron declaradas Biotopo Protegido el 29 de septiembre de 1995 y en octubre de 2012 como LIC. Ocupan una extensión de 74 ha.

## Historia

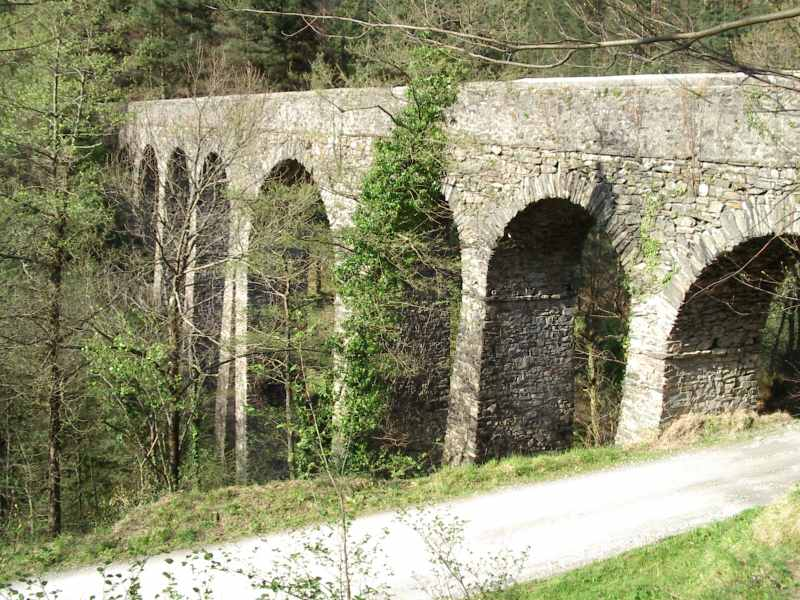
Acueducto sobre el río Leizarán en Ameraun.

A pesar de la aparente deshumanización del valle, la huella del hombre ha sido profunda. Abundan los restos prehistóricos (particularmente en sus divisorias) y desde siempre se ha practicado activamente el pastoreo (presencia de seles), aunque lo más destacable del río es el aprovechamiento que de él se hizo mediante las ferrerías en las que se obtenía hierro. El mineral era local (del propio valle), y también se importaba desde Somorrostro.
Las aguas del río han movido también molinos harineros y pequeñas centrales hidroeléctricas, algunas de las cuales continúan en funcionamiento.
Para transportar el mineral de las minas de Bizkotx se construyó un ferrocarril de vía métrica desde las minas (situadas cerca del lugar denominado Plazaola) hasta Andoáin. Posteriormente los dos extremos del ferrocarril se prolongaron hasta Pamplona y hasta Lasarte, lugar en el que enlazaba con los Ferrocarriles Vascongados para poder prestar servicio hasta San Sebastián. Este ferrocarril Pamplona-San Sebastián (o PSS) se conocía popularmente como "El Plazaola", "Tren de Plazaola" y "Tren-txiki".
El espacio es visitable a través del trazado del antiguo ferrocarril San Sebastián-Pamplona, hoy desmantelado, aunque actualmente se está recuperando una buena parte del trazado del ferrocarril para usos de ocio, la Vía Verde del Plazaola. La actividad agropecuaria está limitada a unos pocos caseríos asentados en las riberas.

## Flora y fauna

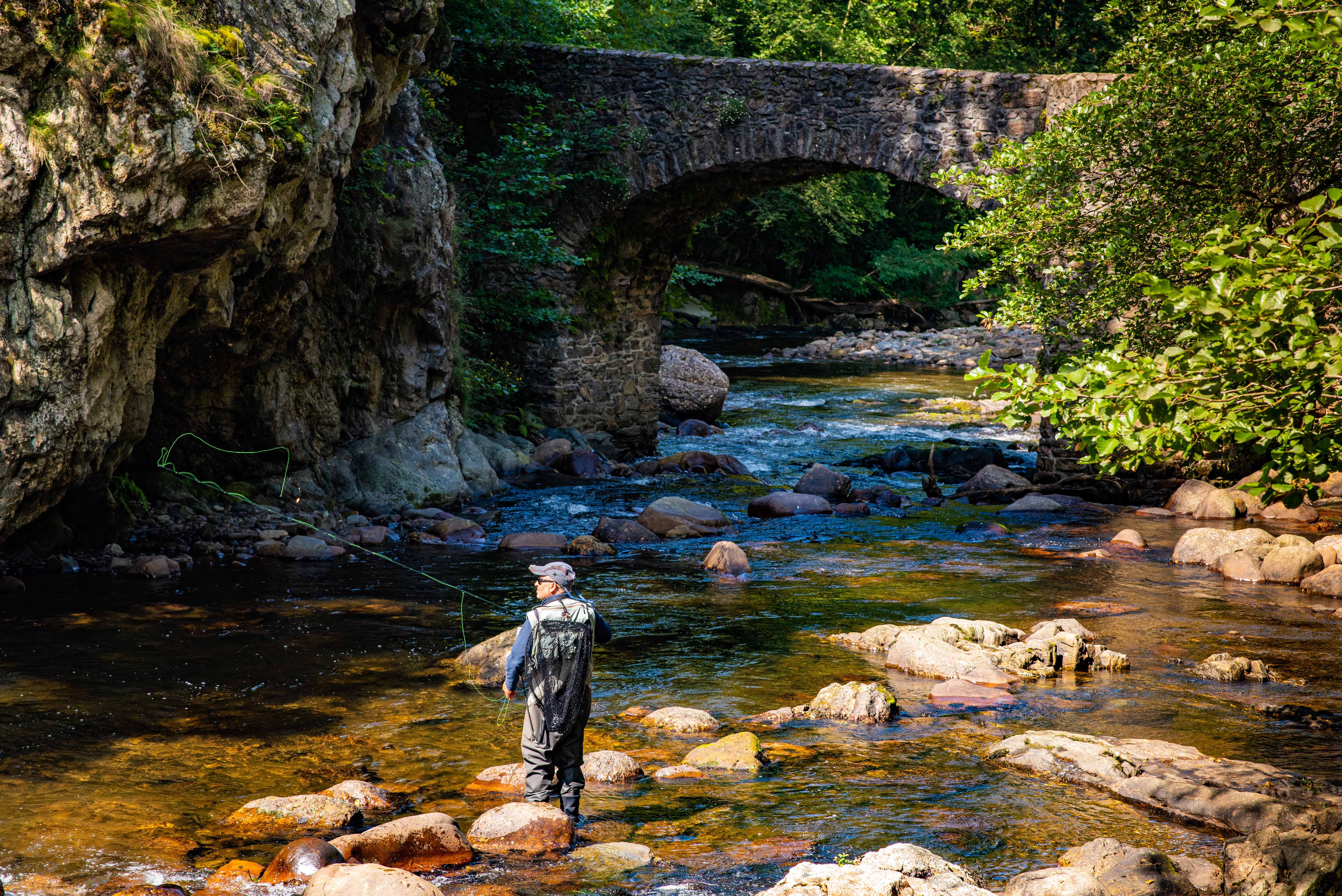
Pesca en el río Leizarán

Los montes de la cuenca se encuentran muy mayoritariamente poblados por plantaciones de coníferas. El principal valor de este espacio es que se trata de un río caudaloso, cuyas aguas presentan un bajo nivel de contaminación y sus márgenes están resguardadas por bosque de ribera durante muchos kilómetros. El estado de conservación de esta aliseda-robledal, a pesar de su escaso desarrollo en anchura por lo encajado del valle, es excepcional en la vertiente atlántica del País Vasco, debido en parte a que no existen núcleos urbanos ni industriales de entidad.
La fauna ligada al medio fluvial y ribereño es de notable valor.